# 127 Жанна
127 Жанна (127 Johanna) — астероїд головного поясу, відкритий 5 листопада 1872 року.